# Úrkút
Úrkút è un comune dell'Ungheria di 2.219 abitanti (dati 2001). È situato nella contea di Veszprém.